# Kerem Aktürkoğlu
Muhammed Kerem Aktürkoğlu, född 21 oktober 1998, är en turkisk fotbollsspelare som spelar för Benfica.

## Klubbkarriär
Den 2 september 2020 värvades Aktürkoğlu av Galatasaray. Den 3 september 2024 värvades Aktürkoğlu av Benfica, där han skrev på ett femårskontrakt.

## Landslagskarriär
Aktürkoğlu debuterade för Turkiets landslag den 27 maj 2021 i en 2–1-vinst över Azerbajdzjan, där han blev inbytt i halvlek mot Cengiz Ünder. I juni 2021 blev Aktürkoğlu uttagen i Turkiets trupp till EM i fotboll 2020.